# 汉斯·科尔贝尔
汉斯·科尔贝尔（丹麥語：Hans Colberg，1921年12月14日—2007年9月25日），丹麦男子足球运动员，场上位置是后卫。他曾代表丹麦国奥队参加1948年夏季奥林匹克运动会足球比赛，获得一枚铜牌。